# 布麗塔·科伊武寧

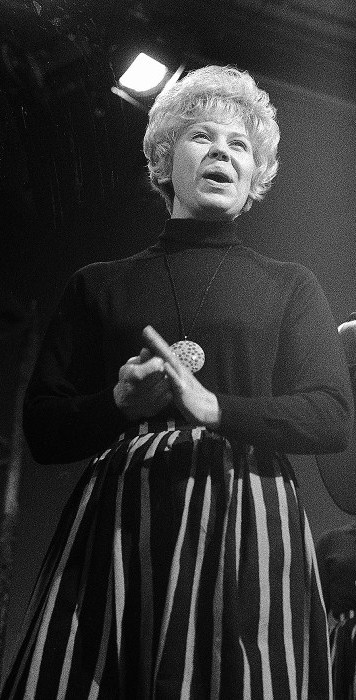
1965年的布丽塔·科伊武寧

布丽塔·科伊武寧（芬蘭語：Brita Koivunen-Einiö，1931年8月31日—2014年4月12日）是一名芬兰爵士乐歌手。她的歌曲在1950年代广为流传。
2014年4月12日，她去世于赫尔辛基，享年82岁。